# Basketbalvereniging Den Helder
I Basketbalvereniging Den Helder sono stati una squadra di pallacanestro olandese con sede a Den Helder nella provincia dell'Olanda Settentrionale. Fondati nel 1981, hanno gioca nel campionato olandese fino al 2014, anno in cui hanno dichiarato fallimento.

## Palmarès
- Campionato olandese: 6

1988-89, 1989-90, 1990-91, 1991-92, 1994-95, 1997-98
- Coppa d'Olanda: 1

1992

## Cestisti
- Ray Cowels 2013-2014